# Nicholas Kristof
Nicholas Donabet Kristof (nascido em 27 de abril de 1959) é um jornalista e comentarista político norte-americano. Vencedor de dois prêmios Pulitzer, ele é um colaborador regular da CNN e escreveu uma coluna de opinião para o The New York Times de 2001 a 2021.
Nascido em Chicago, Kristof foi criado na comunidade rural de Yamhill, Oregon, filho de dois professores da Portland State University. Formado pela Harvard University, Kristof estagiou intermitentemente no The Oregonian e também escreveu para o The Harvard Crimson. Ele se juntou à equipe do The New York Times em 1984.
Kristof se autodescreve como um progressista. De acordo com o The Washington Post, Kristof "reescreveu o jornalismo de opinião" com sua ênfase nos abusos dos direitos humanos e injustiças sociais, como o tráfico de pessoas e o conflito de Darfur. O arcebispo Desmond Tutu, da África do Sul, descreveu Kristof como um "africano honorário" por destacar conflitos negligenciados. Kristof atualmente mora com sua família em Kristof Farms perto de Yamhill, Oregon.

## Vida e carreira
Kristof nasceu em Chicago, Illinois, e cresceu em uma fazenda de ovelhas e cerejas em Yamhill, Oregon.  Ele é o filho de Jane Kristof e Ladis "Kris" Kristof (nascido Władysław Krzysztofowicz), ambos professores de longa data na Portland State University, em Portland, Oregon. Seu pai nasceu de pais de etnia polonesa e armênia da Romênia, na antiga Áustria-Hungria, e imigrou para os Estados Unidos após a Segunda Guerra Mundial. Kristof se formou na Yamhill Carlton High School, onde foi presidente do corpo discente e editor do jornal da escola, e mais tarde se formou Phi Beta Kappa no Harvard College. Em Harvard, ele estudou governo, estagiou no The Oregonian de Portland e trabalhou no jornal The Harvard Crimson. Depois de Harvard, ele estudou direito no Magdalen College, Oxford, como bolsista Rhodes. Ele se formou em direito com honras de primeira classe e ganhou um prêmio acadêmico. Posteriormente, ele estudou árabe no Egito no ano acadêmico de 1983-1984 na American University no Cairo. Ele tem vários títulos honorários.
Depois de ingressar no The New York Times em 1984, inicialmente cobrindo economia, ele atuou como correspondente do Times em Los Angeles, Hong Kong, Pequim e Tóquio. Ele passou a ser o editor administrativo associado do jornal, responsável pelas edições de domingo. Suas colunas frequentemente enfocam a saúde global, a pobreza e as questões de gênero no mundo em desenvolvimento. Em particular, desde 2004 ele escreveu dezenas de colunas sobre Darfur e visitou a área 11 vezes.
A Fundação Bill e Melinda Gates diz que um artigo de primeira página de Kristof em janeiro de 1997 sobre a mortalidade infantil no mundo em desenvolvimento ajudou a direcionar o casal (Bill Gates e Melinda French Gates) em direção à saúde global como foco da filantropia. Uma cópia emoldurada desse artigo está na galeria da Fundação Gates. Kristof continuou a escrever frequentemente sobre direitos humanos e justiça social. Em 2020, Darren Walker, da Fundação Ford, descreveu Kristof como "a estrela-guia do jornalismo em questões de pobreza, dignidade e justiça".
Em outubro de 2021, Kristof deixou o The New York Times depois de formar um comitê de ação política para se candidatar a governador do Oregon em 2022.

## Prêmios
Em 1990, Kristof e sua esposa, Sheryl WuDunn, ganharam o Prêmio Pulitzer de Reportagem Internacional por suas reportagens sobre o movimento estudantil pró-democracia e os protestos relacionados na Praça da Paz Celestial em 1989. Eles foram o primeiro casal a ganhar um Pulitzer de jornalismo. Kristof também recebeu o prêmio George Polk e um prêmio do Overseas Press Club por suas reportagens que enfocam os direitos humanos e as questões ambientais.
Kristof foi finalista do Prêmio Pulitzer de Comentário em 2004 e novamente em 2005 "por suas colunas poderosas que retrataram o sofrimento entre as pessoas frequentemente esquecidas do mundo em desenvolvimento e agitaram a ação". Em 2006, Kristof ganhou seu segundo Pulitzer, o Prêmio Pulitzer de Comentário "por suas colunas gráficas e profundamente relatadas que, sob risco pessoal, chamaram a atenção para o genocídio em Darfur e que deram voz aos sem voz em outras partes do mundo". Kristof foi finalista do Prêmio Pulitzer novamente em 2012 e 2016; ao todo, ele foi finalista do Pulitzer sete vezes.